# Cyanea linearifolia
Cyanea linearifolia (englischer Name: Linearleaf Cyanea)  ist eine ausgestorbene hawaiische Pflanzenart aus der Familie der Glockenblumengewächse (Campanulaceae), die auf Kauaʻi endemisch war. 

## Beschreibung
Cyanea linearifolia war ein verzweigter Strauch von 1,6 bis 2,6 Meter Wuchshöhe. Die verkehrt lanzettlichen bis verkehrt eiförmigen Laubblätter waren 15 bis 30 Zentimeter lang. Der hängende Blütenstand erreichte eine Länge von einem Meter. Jeder Blütenstand bestand aus sechs bis zwölf etwa 55 Millimeter langen stark gekrümmten hellvioletten Einzelblüten. Die Früchte waren ovale Beeren.

## Verbreitung und Lebensraum
Der Lebensraum von Cyanea linearifolia waren vermutlich feuchte ʻŌhiʻa-, Koa-Akazien- oder Baumfarnwälder in den Wahiawa Mountains im südlichen Kauaʻi.

## Aussterben
Die Gründe für das Aussterben der Art sind weitgehend unbekannt. Möglicherweise hat die Waldzerstörung durch Schweine und die Verdrängung durch invasive Pflanzen zur Ausrottung dieser Pflanzenart beigetragen. Cyanea linearifolia ist nur durch das Typusexemplar und drei zusätzliche Exemplare bekannt, die zu einem unbekannten Zeitpunkt entweder Ende des 19. Jahrhunderts oder Anfang des 20. Jahrhunderts gesammelt und 1957 von Joseph Francis Rock beschrieben wurde. Rock beschrieb als Erster die Art 1957 in Occasional Papers of Bernice Pauahi Bishop Museum of Polynesian Ethnology and Natural History Band 22 Seite 60 als Cyanea linearifolia.
1991 entdeckte der Botaniker Ken Wood auf Kauaʻi eine Cyanea-Art, die er für die ausgestorben geglaubte Art Cyanea linearifolia hielt. Sein Kollege Thomas G. Lammers fand jedoch anhand von Vergleichen heraus, dass es sich um eine neue Art handelt, die er Cyanea kuhihewa nannte.